# Marsovo mjerenje vremena
Za mjerenje vremena na Marsu korištene su ili su predložene razne sheme neovisno o Zemljinom vremenu i kalendarima. 
Mars ima nagib osi i period rotacije sličan onome na Zemlji. Zbog toga, Mars doživljava proljeća, ljeta, jeseni i zime slično kao i Zemlja. Slučajnost je da trajanje Marsovskog dana jest unutar trajanja zemaljskog dana za nekoliko posto, što je dovelo do upotrebe analognih vremenskih jedinica. Marsova godina gotovo je dvostruko duža od Zemljine, a njena orbitalna ekscentričnost je znatno veća, što znači da se duljine različitih marsovskih godišnjih doba znatno razlikuju, a vrijeme sunčanih satova može se razlikovati od vremena sata više nego na Zemlji. 

## Solovi
Prosječna duljina marsovskog sideričkog dana je 24 h 37 m 22.663 s (88 642,663 sekunde na temelju SI jedinica), a duljina sinodičkog dana 24 h 39 m 35.244147 s (88,775.244147 s). Odgovarajuće vrijednosti za Zemlju trenutno su 23 h 56 m 4.0916 s odnosno 24 h 00 m 00.002 s. To daje konverzijski faktor od 1,02749125170 dan/sol. Tako je Marsov sunčev dan samo oko 2,7% duži od Zemljinog. 
Pojam "sol" planetarni znanstvenici koriste za trajanje sinodičkog dana na Marsu. Pojam je usvojen tijekom projekta Viking kako bi se izbjegla zabuna s Zemljinim danom. Prema zaključku, Marsov "sinodički sat" iznosi 1/24 sola, a sinodička minuta 1/60 sinodičkog sata.

## Vrijeme dana
Konvencija koju su do danas koristili projekti sletanja svemirskih letjelica bila je nabrajanje lokalnog solarnog vremena pomoću 24-satnog "Marsova sata" na kojem su sati, minute i sekunde 2,7% duži od njihovog standardnog trajanja (Zemlje). Za misije Mars Pathfinder, Mars Exploration Rover (MER), Phoenix i Mars Science Laboratory operativni su timovi radili na "Marsovom vremenu", s rasporedom rada sinkroniziranim s lokalnim vremenom na mjestu slijetanja na Mars, umjesto na Dan planeta Zemlje. To rezultira time da raspored posade svakog dana klizi otprilike 40 minuta kasnije u zemaljskom vremenu. Mnogi članovi MER tima koristili su ručne satove kalibrirane u Marsovsko, a ne u Zemljino vrijeme.
Lokalno sinodičko vrijeme ima značajan utjecaj na planiranje svakodnevnih aktivnosti sletača na Marsu. Dnevno svjetlo potrebno je za solarne panele sletjelih svemirskih letjelica. Njegova temperatura brzo raste i pada pri izlasku i zalasku sunca jer Mars nema gustu Zemljinu atmosferu i oceane koji ublažavaju takve fluktuacije. Nedavno je postignut konsenzus u znanstvenoj zajednici koja proučava Mars kako bi slično definirao Marsovske lokalne sate kao 1/24 Marsova dana.
Kao i na Zemlji, i na Marsu također postoji jednadžba vremena koja predstavlja razliku između sinodičkog vremena i jednolikog (satnog) vremena. Jednadžba vremena ilustrirana je analemom. Zbog orbitalne ekscentričnosti, duljina sinodičkog dana nije baš konstantna. Budući da je njegova orbitalna ekscentričnost veća od Zemljine, duljina dana varira od prosjeka za veću količinu od Zemljine, pa stoga njegova jednadžba vremena pokazuje veće varijacije od Zemljine. 
Mars ima početni meridijan, definiran da prolazi kroz mali krater Airy-0. Međutim, Mars nema vremenske zone definirane u pravilnim razmacima od početnog meridijana, kao na Zemlji. Svaki je dosadašnji sletač kao referentni okvir koristio aproksimaciju lokalnog solarnog vremena, kao što su to činili gradovi na Zemlji prije uvođenja standardnog vremena u 19. stoljeću. (Roveri Spirit i Opportunity su u razmaku od približno 12 sati i jedne minute.) 
Najrašireniji standard za određivanje mjesta na Marsu koristi " planetocentrične koordinate", koje mjere zemljopisnu dužinu od 0° – 360° istočno i zemljopisne širine od središta Marsa. Alternativa koja se koristi u nekoj znanstvenoj literaturi može koristiti planetografske koordinate, koje mjere dužine od 0° – 360° zapadno i određene geografske širine kao preslikane na površinu.

### Koordinirano Marsovsko vrijeme
Koordinirano Marsovsko vrijeme (MTC) ili Marsovsko koordinirano vrijeme predloženi je Marsovski analog univerzalnom vremenu (UT1) na Zemlji. Definirano je kao srednje Sunčevo vrijeme na Marsovom meridijanu. Prvobitni meridijan prvi su predložili njemački astronomi Wilhelm Beer i Johann Heinrich Mädler 1830. godine u albedo obilježju, a koje je talijanski astronom Giovanni Schiaparelli kasnije nazvao Sinus Meridiani. Ovu je konvenciju astronomska zajednica lako prihvatila, što je rezultiralo time da je Mars imao općeprihvaćeni početni meridijan pola stoljeća prije nego što je Međunarodna meridijanska konferencija 1884. godine uspostavila jedan za Zemlju. Definicija Marsovskog početnog meridijana otad je redefinirana na temelju slika svemirskih letjelica kao središte kratera Airy-0 u Terra Meridiani. Naziv "MTC" namijenjen je paraleli s Zemljinim koordiniranim univerzalnim vremenom koordiniranim (UTC), ali to pomalo zavarava: ono što UTC razlikuje od ostalih oblika UT-a jesu njegove prijestupne sekunde, ali MTC ne koristi niti jednu takvu shemu. MTC je više analogniji UT1. 
Upotreba izraza "Marsovsko koordinirano vrijeme" kao planetarno standardno vrijeme prvi se put pojavila u članku časopisa 2000. Kratica "MTC" korištena je u nekim verzijama srodnog sunčevog sata Mars24, kojeg je kodirao NASA-in Goddardov institut za svemirske studije. Ta je aplikacija također standardno vrijeme označila kao "Airy srednje vrijeme" (AMT), analogno Greenwichskom srednjem vremenu (GMT). U astronomskom kontekstu, "GMT" je zastarjeli naziv za Univerzalno vrijeme ili ponekad preciznije za UT1. 
Ni AMT ni MTC još nisu korišteni u mjerenju vremena na svemirskim misijama. To se djelomično može pripisati nesigurnosti u pogledu položaja Airy-0 (u odnosu na druge dužine), što je značilo da AMT nije mogao biti realiziran točno kao lokalno vrijeme u točkama koje se proučavaju. Na početku misija Mars Exploration Rover, položajna nesigurnost Airy-0 odgovarala je otprilike 20 sekundi nesigurnosti u realizaciji AMT-a. Kako bi se preciziralo mjesto početnog meridijana, predloženo je da se temelji na specifikaciji da se Viking Lander 1 nalazi na 47,95137 °Z.

## Godine

### Definicija godine i godišnjih doba
Marsovo vrijeme da završi jednu orbitu oko Sunca njegova je siderička godina i iznosi oko 686,98 zemaljskih sinodičkih dana ili 668,5991 sola. Zbog ekscentričnosti Marsove orbite, godišnja doba nisu jednake duljine. Pod pretpostavkom da godišnja doba teku od ravnodnevnice do solsticija ili obrnuto, sezona Ls0 do Ls90 (sjeverno proljeće/ južna jesen) najduže je godišnje doba koja traje 194 marsovskih sola, a Ls180 do Ls270 ( sjeverna jesen / južno proljeće) je najkraće godišnje doba, koja traje samo 142 marsovska sola.
Kao i na Zemlji, siderička godina nije količina koja je potrebna u kalendarske svrhe. Umjesto toga, tropska godina vjerojatno će se koristiti jer ona najbolje odgovara napredovanju godišnjih doba. Nešto je kraća od zvjezdane godine zbog precesije Marsove rotacijske osi. Precesijski ciklus je 93 000 marsovskih godina (175 000 zemaljskih godina), mnogo dulji nego na Zemlji. Njegova se duljina u tropskim godinama može izračunati dijeljenjem razlike između sideričke godine i tropske godine s duljinom tropske godine. 
Dužina tropske godine ovisi o početnoj točki mjerenja, zbog učinaka Keplerovog drugog zakona gibanja planeta. Može se izmjeriti u odnosu na ravnodnevnicu ili solsticij, ili može biti sredina različitih mogućih godina, uključujući godinu sjeverne ravnodnevnice, sjevernu solsticijsku godinu, godinu južne ravnodnevnice, južnu solsticijsku godinu i druge takve godine. Gregorijanski kalendar koristi ožujsku ravnodnevnicu. 
Na Zemlji su razlike u duljinama tropskih godina male, ali na Marsu su mnogo veće. Godina sjeverne ravnodnevnice iznosi 668,5907 sola, godina sjevernog solsticija 668,5880 sola, godina južne ravnodnevnice 668,5940 sola, a godina južnog solsticija 668,5958 sola. Prosjek tijekom cijelog orbitalnog razdoblja daje tropsku godinu od 668.5921 sola. (Budući da, poput Zemlje, sjeverna i južna polutka Marsa imaju suprotna godišnja doba, ravnodnevnice i solsticiji se moraju označiti kako bi se uklonila dvosmislenost.) 
Godišnja doba počinju u intervalima od 90 stupnjeva Sunčeve dužine (Ls) u ekvinocijama i solsticijama.
| solarna dužina (Lsº) | događaj               | mjeseci    | sjeverna polutka       | sjeverna polutka | Južna polutka          | Južna polutka |
| solarna dužina (Lsº) | događaj               | mjeseci    | događaj                | godišnje doba    | događaj                | godišnje doba |
| -------------------- | --------------------- | ---------- | ---------------------- | ---------------- | ---------------------- | ------------- |
| 0                    | sjeverna ravnodnevica | 1, 2, 3    | proljetna ravnodnevica | proljeće         | jesenska ravnodnevnica | jesen         |
| 90                   | sjeverni solsticij    | 4, 5, 6    | ljetni solsticij       | ljeto            | zimski solsticij       | zima          |
| 180                  | južna ravnodnevica    | 7, 8, 9    | jesenska ravnodnevnica | jesen            | proljetna ravnodnevica | proljeće      |
| 270                  | južni solsticij       | 10, 11, 12 | zimski solsticij       | zima             | ljetni solsticij       | ljeto         |